# Bréauté
Bréauté é uma comuna francesa na região administrativa da Normandia, no departamento de Sena Marítimo. Estende-se por uma área de 13,84 km². Em 2010 a comuna tinha 1 363 habitantes (densidade: 98,5 hab./km²).